# Hí Chí Tài
Hí Chí Tài (tiếng Trung: 戲志才; bính âm: Xi Zhicai; ? - 196?) là mưu sĩ dưới quyền quân phiệt Tào Tháo cuối thời Đông Hán trong lịch sử Trung Quốc.

## Cuộc đời
Hí Chí Tài là người quận Dĩnh Xuyên, kết giao với Tuân Úc.
Năm 191, Tuân Úc bỏ Viên Thiệu về với Tào Tháo. Khi đó Tào Tháo cần một mưu sĩ, Tuân Úc bèn tiến cử Hí Chí Tài cho Tào Tháo.
Vài năm sau, Hí Chí Tài chết khi còn trẻ. Tào Tháo bèn hỏi Tuân Úc rằng: Từ khi Chí Tài chết, không có ai có thể bày mưu tính kế. Đất Nhữ, Dĩnh có nhiều kỳ sĩ, có ai có thể thay được [Chí Tài]? Úc bèn tiến cử Quách Gia.
Theo tư liệu, Quách Gia sớm nhất theo Tào Tháo vào khoảng năm 197, cho nên Hí Chí Tài có khả năng chết trong hoặc trước năm đó. Trần Thọ nhận xét: Hí Chí Tài, Quách Gia có "phụ phục chi cơ".

## Tên gọi
Tên của Hí Chí Tài còn nhiều tranh luận, đặc biệt là Chí Tài là tên hay là tên tự. Điều này ảnh hưởng đến việc suy đoán xuất thân của nhân vật này, khi trong thời kỳ này, đại đa số người có tên hai chữ (nếu không đặt theo điển cố) đều thuộc tầng lớp thấp. Một số người hiện đại thường gán cho Hí Chí Tài tên gọi Hí Trung (戲忠).